# Южна Корея
Репу̀блика Корѐя (хангъл: 대한민국; ханча: 大韓民國; Теханмингук),  наричана по-често Ю̀жна Корѐя, е суверенна държава в Източна Азия, заемаща южната половина на Корейския полуостров или 98 480 km² от площта му.
На север граничи с Корейската народнодемократична република (КНДР), а по море е заобиколена от Китайската народна република на запад и север, Япония на изток и Тайван на юг. Територията ѝ е предимно планинска.
Страната е урбанизирана на 92%, половината от населението живее в Сеулския национален столичен район във високи жилищни блокове. Столицата Сеул е глобален град с четвъртата най-развита икономика и седмият най-екологичен град в света.
Най-ранните артефакти, или по-точно данни за корейска керамика, датират от 8000 г. пр.н.е. Първата корейска държава Кочосон датира от 2333 г. пр.н.е., а след като се разпада през I век, започва периодът на Трите царства. От едно от тези царства идва името Корея – Когурьо, което е било силно царство в Източна Азия и владеело територии на Североизточен Китай, части от Русия и Монголия и 2/3 от Корейския полуостров по времето на Гуангето Велики. След разпадането на Трите царства идва периодът на династиите Корьо (918 – 1392) и Чосон (1392 – 1910), при която е и обнародвана корейската азбука (хангъл) от Седжон Велики. Историята на Корея оставя списък от 17 нематериални културни наследства на ЮНЕСКО и 12 в Списъка на световно културно и природно наследство.
Република Корея е образувана през 1948 година от американската окупационна зона на Корейския полуостров, който до 1945 г. е управляван от Японската империя. Политическите различия със Северна Корея, заемаща територията на съветската окупационна зона, довеждат до напрежение на полуострова, което в крайна сметка прераства в пълномащабен конфликт през 1950 година. Корейската война довежда до смъртта на милиони хора и на практика задълбочава различията между двете държави. Тя формално приключва с примирие през 1953 г., но без официален мирен договор. И двете корейски държави биват приети в ООН през 1991 г.
Икономиката на Република Корея е част от Четирите азиатски тигъра, скачайки средно с 10% на година за повече от 30 години в период, наречен „Чудото на река Хан“. Благодарение на големия фокус над иновациите, периодът продължава толкова дълго. Днес Южна Корея е петият най-голям износител и осмият най-голям вносител в света, страната с най-голям бюджетен излишък от членовете на Г-20 и страната с най-висок кредитен рейтинг в Източна Азия. Република Корея има договори за свободна търговия със 75% от икономиките по света и е единствената държава от Г-20, която търгува едновременно с Китай, САЩ и Европейския съюз. През 1987 г. се въвежда многопартийната система и всеобщото избирателно право, с което страната се превръща в най-модерната демокрация в Азия, известна с прозрачност на правителството, високо ниво на здравеопазване и свобода на религията. Високото ниво на гражданска свобода води до широкото разпространение на културата, главно музиката, известна като кей поп и сериали, известни като корейска драма, наречени заедно „Корейска вълна“, които заливат Източна Азия (от 2000 г.) и Америка, и Запада (от 2009 г.). Седалищата на Зеления фонд на климата (към ООН) и Глобалния институт по зелен растеж се намират в страната и самата тя е лидер в опазването на околната среда с политика на нисковъглеродна икономика.
Според Индекса на човешкото развитие е най-развитата страна от Източна Азия. В световен мащаб Република Корея е на челните места и по лична безопасност, образование, сигурност на работното място, лесно развиване на бизнес, и е на първо място по качество на здравеопазването в света. Южна Корея обаче е на второ място по самоубийства в света, най-много в две възрастови групи – старческа и младежка. 32% от завършилите висше образование са дипломирани в естествени или инженерни науки, поставяйки страната на първо място в списъка на ОИСР. Република Корея е лидер в IT сектора – Samsung Electronics и LG са начело на световния пазар, а 88% от корейското население притежава смартфони. Освен това страната е с най-бързия интернет в света, а през 2005 става първата страна, минала напълно на широколентов достъп.

## География
Южна Корея заема южните части на Корейския полуостров в източната част на Азия. Граничи по суша само със Северна Корея на север, като поради напрегнатите отношения между двете държави от двете страни на границата има четирикилометрова демилитаризирана зона. Разположена в края на полуострова, Южна Корея опира в няколко морета – Жълто море на запад, Японско море на изток и Корейския проток и Източнокитайско море на юг. Общата площ на страната е 100 210 km².
Най-високата точка на Южна Корея е Хала-сан, изгаснал вулкан с височина 1950 m, който формира остров Чеджу. Островът е разположен на около 100 km от южния бряг на Корейския полуостров. Той е и най-големият остров с площ от 1845 km². Веригата Тебек формира основната планинска система на страната. Тя се простира на юг и на север успоредно на източния бряг. Други 4 вериги се простират от планинската верига Тебек, включително веригата Собек, която е втората по големина планинска система. Веригата Собек се разклонява на югозапад от веригата Тебек, разделяйки южната част на страната. Най-високият връх в континенталната част, Чири-сан (1915 m), се издига в южната част от веригата Собек. Планинските вериги на континента са формирани чрез геоложко нагъване, за разлика от вулканичния произход на Хала-сан. В континенталната част на Южна Корея няма области с вулканична активност и земетресенията са рядкост.
Местният климат е относително умерен, с по-силни валежи основно през лятото по време на краткия дъждовен период, наречен Джангма, и със зими, които могат да бъдат доста студени. Средномесечната температура за януари в Сеул е в обхвата от −7°C до 1°C, а средната температура за юли варира от 22°C до 29°C. Зимните температури са по-високи по протежение на южния бряг и значително по-ниски във вътрешната планинска част. Валежите са концентрирани през летните месеци от юни до септември. Южният бряг е подложен на влиянието на късни летни тайфуни, които довеждат силни ветрове и валежи. Средногодишните валежи варират от 1370 mm в Сеул до 1470 mm в Бусан.

## История

### До разделянето на Корея
По традиция за начало на корейската история се приема легендарното основаване на династията Кочосън през 2333 пр.н.е. от владетеля Тангун. Държавата на Кочосън се разраства и установява контрол над северните части на полуострова и част от Манджурия. След многобройни войни с китайската империя Хан, тя се разпада в края на 2 век пр.н.е., което поставя началото на епохата на Ранните корейски държави.
През следващите десетилетия Корейският полуостров и южните части на Манджурия се контролират от малки държавици, като Пуйо, Окчо, Тоне и Самхан. През 1 век пр.н.е. започва епохата на Трите царства, когато тези области са поделени между три по-големи държави – Когурьо, Пекче и Шила. Докато Шила се развива силно с будистката си религия и поддържа приятелски отношения с Китай на династията Тан, Когурьо води ожесточени сражения с тях и Суй. През 612 година Суй рухва напълно след жестоко поражение от Когурьо, когато след една битка от 300 000 войници на Суй оцеляват само 2700. В края на 7 век Шила превзема Когурьо и Пекче с помощта на Тан, но на север се обособява държавата Пархе, управлявана предимно от бившия елит на Когурьо.
В началото на 10 век на мястото на Шила се образува държавата Корьо, а Пархе е разгромена от китаните. В Корьо до голяма степен са продължени културните традиции на Шила. Почти тридесетгодишната война с Монголската империя през 13 век отслабва държавата Корьо, но тя успява да се запази, макар и като трибутарен съюзник на монголците. След разпадането на Монголската империя в края на 14 век в Корея настъпва тежка политическа криза, в резултат на която на власт идва династията Чосон. Новите владетели пренасят столицата в Сеул и установяват относителен мир. Създадена е писмеността хангъл и в страната нараства влиянието на конфуцианството.
В края на 16 век Япония прави два опита за нашествие в Корея, които са отблъснати с китайска помощ. През 17 век страната е нападана неколкократно от манджурците, но запазва самостоятелността си, за разлика от Китай, който е подчинен от тях. Манджурските нашествия са последвани от почти два века мир.
През последните години на династията Чосон Корея става все по-зависима от Китай и се изолира от външния свят. Владетелите на страната се опитват да се противопоставят на външната намеса, но са принудени да разрешат свободната търговия. През 1897 година е обявено създаването на Корейска империя, но през 1910 година тя е завладяна от Япония. През 1945 година, в края на Втората световна война, японците капитулират, а северната и южната част на Корейския полуостров са окупирани съответно от Съветския съюз и Съединените щати.

### От средата на 20 век
Макар и още през 1943 година да се постигат споразумения за обединена Корея, Студената война и изострящите се отношения между СССР и САЩ довеждат до обособяването на две отделни правителства на полуострова – на партизанина-комунист Ким Ир Сен на север, и на крайнодесния политик Ли Синман на юг. През 1948 те провъзгласяват независими държави. На 25 юни 1950 Северна Корея напада Южна. Държавите членки на Съвета за сигурност се възползват от отсъствието на съветските представители в този момент, и се съгласяват да изпратят войски в помощ на Южна Корея. СССР и Китай подкрепят режима на Ким, а САЩ и ООН – този на Ли. Войната завършва с много малки териториални промени, но колосални разрушения на Корейския полуостров и 2,5 милиона загинали.
През 1960 г. авторитарният режим на Ли Синман е свален чрез масови студентски вълнения. Новото демократично правителство обаче просъществува по-малко от година и на свой ред е свалено от генерал Пак Чжън-хи. До смъртта си в атентат през 1979 г. Пак полага основите на мощната, базирана на износ съвременна южнокорейска икономика, но сериозно погазва гражданските и политически свободи.
След като Пак е убит, репресираните опозиционни лидери започват борба за власт помежду си. До властта обаче успява да достигне генерал Чхън До-хван, който през 1980 година сваля временното правителство. След като Чхън поема президентския пост, в страната избухват протести и се появяват движения за демокрация, но много от протестиращите са хвърлени в затвора, а част от тях – избити. Олимпийските игри в Сеул през 1988, както и убийството след измъчване на студента с демократични възгледи Пак Чжон Чхъл през 1987 слагат край на деспотичното управление на генерал Чхън и полагат основите на демокрацията в Южна Корея.

## Население
Южна Корея се отличава с голяма гъстота на населението – 487 д./km², което е 10 пъти повече от средната за света. Повечето жители живеят в градски райони, поради миграцията от селските райони към градовете по време на годините на бурно икономическо развитие. Столицата Сеул е най-големият град в страната и е главен промишлен център. Според преброяването от 2005 г. градът е с население от 9,8 милиона жители. Сеулският столичен район има общо население от 24,5 млн. жители, което го прави вторият най-голям столичен район в света и най-гъсто населеният град в ОИСР. Други големи градове са Бусан (3,5 милиона души), Инчхън (2,5 милиона), Тегу (2,5 милиона), Теджон (1,4 милиона), Куанджу (1,4 милиона) и Улсан (1 милион). Напоследък все повече се засилва процесът на урбанизация, въпреки мерките, които правителството взема, за да го ограничи. Традиционната система, при която семейства от две и повече поколения живеят под един покрив, трайно се замества с нова, при която всяко семейство живее самостоятелно.
Населението се оформя и от международната миграция. След Втората световна война и разделението на Корейския полуостров, около четири милиона души от Северна Корея преминават границата и се заселват на юг. Тази тенденция на имиграция към страната се обръща през следващите 40 години поради емиграцията на много южнокорейци, особено към Съединените щати и Канада. Общото население на Южна Корея през 1960 г. е 25 милиона, а днес е около 50 062 000.
Южна Корея е една от най-хомогенните в етнически аспект държави в света, като над 99% от жителите ѝ са етнически корейци. Корейците наричат своето общество 단일 민족 국가 (Dan-il minjok guk ga), или „еднорасовото общество“.
Процентът на чужди граждани е малък, но расте. Към 2009 г. в Южна Корея има 1 106 884 чуждестранни жители или 2% от населението, но повече от половината от тях са етнически корейци с чуждо гражданство. Например имигрантите от Китай (КНР) съставляват 56,5% от чуждите граждани, но приблизително 70% от китайските граждани в Корея са Joseonjok (조선족 на корейски), или китайски граждани с корейски произход. Независимо от тяхната етническа принадлежност, в Южна Корея има 28 500 американски военни. В допълнение, около 43 000 учители по английски език от англоговорещите страни пребивават временно в Корея.
Южна Корея има най-ниската раждаемост в света. Ако тази тенденция се запази, населението се очаква да намалее с 13% до 42,3 милиона души през 2050 г. Раждаемостта се изчислява на 9 раждания на 1000 души, а продължителността на живота през 2008 г. е 79,10 години, което отрежда 34-то място в света по този показател.
Корейската конституция провъзгласява свобода на вероизповеданията. Религията заема важно място в живота на корейците.
- 35,0% – атеисти
- 28,7% – християни
- 23,9% – будисти
- 8,0% – местни религии
- 1,4% – други

Възрастов състав (2006)
- 0 – 14 години: 18,9% (мъже 4 844 083/жени 4 368 139)
- 15 – 64 години: 71,8% (мъже 17 886 148/жени 17 250 862)
- над 65 години: 9,2% (мъже 1 818 677/жени 2 678 914)

### Образование
Южнокорейската образователна система предвижда образованието да се провежда в училища от следните степени:
- начални училища (6 години),
- средни училища (3 години),
- гимназии (3 години) и
- колежи и университети (от 2 до 4 години) с магистърски и докторски програми.

Началното образование е задължително за всички деца от 6 до 11-годишна възраст. Програмата се състои от 8 основни предмета: корейски език, математика, обществени науки, природознание, етика, физическо възпитание и изкуства.
Учениците в така нареченото „средно училище“ (на български средно училище е това училище, което дава средно образование) – подобно на прогимназията в България, изучават определен брой задължителни учебни предмети (например английски език), както и избираеми предмети, които са с техническа или професионална насоченост.
След това учениците могат да избират между обикновени гимназии и професионални училища. Учебната програма в гимназията е доста натоварена, тъй като конкуренцията между кандидат-студентите е изключително голяма.

### Здравеопазване
Южна Корея има национална здравноосигурителна система, която към 2003 година покрива 30,7 милиона души от близо 50-милионното ѝ население. Правителството отделя около 6% от БВП за здравеопазването. Системата е насочена по-скоро към лечение, отколкото към превенция, и страната все още има проблеми с общественото здраве.
Почти всички регистрирани заболявания в Южна Корея са хронични, което се дължи на малкото програми за превенция. Около 1/3 от населението пуши, а регистрираните случаи на СПИН са по-малко от 0,1% от населението. Сериозен проблем е броят на самоубийствата – Южна Корея има най-много случаи на самоубийство от всички индустриализирани страни в света. Страната е и на първо място в Азия по брой противогрипни ваксинации – 311 на 1000 души население.

## Държавно устройство
Република Корея официално е провъзгласена на 15 август 1948 г. Страната има демократична форма на управление, основана на разделение на властите и система за надзор и баланс, заложена в приетата на 17 юли 1948 г. Конституция. Управлението се извършва чрез изпълнителната, законодателната и съдебната власт.
Начело на изпълнителната власт стои президентът, който се избира на преки избори за един мандат от 5 години. Президентът изпълнява функциите си с помощта на Държавния съвет с членове – премиера и министрите.
Законодателната власт е представена от еднокамарно Национално събрание. То включва 300 депутати, 246 от които се избират мажоритарно, а 54 – в пропорционални листи.
Юридическата система е тристепенна, с районни съдилища в големите градове, с 3 апелативни съда и Върховен съд. Върховният съд разглежда и се произнася по обжалвани решения относно граждански и наказателни дела. Неговите решения са окончателни и служат на съдебната практика.

## Икономика
Южна Корея е развита страна с пазарна икономика, силно концентрирана върху износа на високотехнологични продукти. От 1960-те до края на 1990-те години икономиката ѝ е една от най-бързо развиващите се в света, но след икономическата криза през 1997 забавя развитието си. Силният ръст идва благодарение на износа на готови за консумация стоки, най-вече автомобили и електроника. През 2009 година Южна Корея е била най-големият износител в световен мащаб. Към 2011 година продължава да е сред 10-те най-големи износители в света. Страната има и един от най-високите резултати в Индекса за човешко развитие на ООН, и отлична образователна система, благодарение на която икономиката ѝ е сред най-иновативните в света.
Въпреки потенциала на южнокорейската икономика за висок растеж и значителната структурна стабилност, Южна Корея страда от постоянно уронване на кредитния си рейтинг на фондовия пазар в резултат на войнствеността на Северна Корея по време на военни кризи, което оказва неблагоприятно въздействие върху финансовите ѝ пазари. Въпреки това някои финансови организации, като Международния валутен фонд, хвалят устойчивостта на икономиката на Южна Корея във времена на икономически кризи, посочвайки като силни страни нисък държавен дълг и висок фискален резерв, които могат бързо да се използват за справяне с извънредни финансови обстоятелства. Южна Корея е една от малкото развити страни, които успяват да избегнат рецесията по време на световната финансова криза, а икономическият растеж достига 6,1% през 2010 г., което представлява рязко възстановяване от забавените темпове на растеж от 2,3% през 2008 г. и 0,2% през 2009 г., когато световната финансова криза засяга страната.
Южна Корея в исторически план е получател на официалната помощ за развитие (ОПР) от ОИСР. През 1980-те до средата на 1990 г. икономическата мощ на страната, измерена в БВП (ППС) на глава от населението, е все още малък процент от средната за индустриализираните нации. През 1980 южнокорейският БВП на глава от населението е 2300 щ.д., около 1/3 от този на близките развити азиатски икономики като Сингапур, Хонг Конг и Япония. Оттогава Южна Корея се е превърнала в силно развита икономика и в крайна сметка достига БВП на глава от населението от 30 000 щ.д. през 2010 г., почти тринайсет пъти по-голям отколкото преди тридесет години. БВП на цялата страна се увеличава от 88 милиарда до 1,46 трилиона щ.д. в същия времеви отрязък. През 2009 г. Южна Корея официално става първият основен получател на официалната помощ за развитие, превърнал се в основен донор на финансова помощ. Между 2008 г. и 2009 г., страната дава помощи в размер на 1,7 млрд. щ.д. на различни страни по света, като се изключи Северна Корея. Южна Корея отделя два пъти повече средства за Северна Корея от официалната помощ за развитие за други страни.

## Култура

### Халю вълна
Терминът „корейска вълна“ описва популяризирането на корейската развлекателна индустрия извън границите на Южна Корея след 1994 година, когато започват да дебютират първите корейски групи, а от 2000 нататък корейските сериали добиват все по-голяма популярност в Източна Азия. Бумът на музиката, озаглавена кей поп, става през 2009 г., като днес благодарение на интернет е достигнала голяма публика извън Източна Азия. В България кей попът се радва на сравнително широка публика.